# Apanteles keralensis
Apanteles keralensis är en stekelart som först beskrevs av T.C. Narendran och Sumodan 1992.  Apanteles keralensis ingår i släktet Apanteles och familjen bracksteklar. Inga underarter finns listade i Catalogue of Life.